# 육군인사사령부
육군인사사령부(陸軍人事司令部, ROK Army Personnel Command)는 대한민국 육군의 인사사령부이다.
충청남도 계룡시 계룡대에 있는 인사사령부는 육군 본부 인사참모부를 이양받아 인사 업무 전반을 맡으며, 참모총장에 대한 참모업무도 병행한다.

## 역사
2005년 10월 14일, 장성진급 비리 의혹에 따른 인사참모부의 권한 오용을 막기 위해 업무를 분담하고, 육군 본부의 규모와 업무 부담을 줄이는 계획이 검토되었다. 국방개혁에 방위사업청 개편에 따라 2006년 4월 1일, 육군 본부 안의 인사참모부 예하 헌병, 의무, 군종감실을 통합하여 인사사령부가 창설되었다.
독립 육직부대였던 한국군 지원단이 2009년에 인사사령부로 예속 전환되었다.
2010년 1월에 국군복지단으로 복지 근무 지원 기능이 병합되고, 복지 근무 지원단은 '재경근무지원단'으로 재편성되었다. 그 후, 2013년 12월 31일에 재경근무지원단은 기능과 규모를 축소하여 '육군복지지원대대'로 재편성되었다.
2014년 11월 21일, 육군교도소가 조사본부 예하 기관으로 변경되어 국군교도소로 재편성되었다. 이전까지는 육군 외에 교도소가 없는 다른 군종의 군사 범죄자를 위탁수용하고 있었으나, 아예 통합적으로 교정하기 위해 다른 육군 외 다른 군종의 교도 관리 인력을 채용하면서 국군 기관이 되었다.

## 조직
| - 인재선발/지원처 - 인사운영처 - 인사행정처 - 전역장병지원처 | - 기록정보관리단 - 중앙보충대대 - 육군군악의장대대 - 육군복지지원대대 - 주한 미국 육군/제8군, 한국군 지원단 |

## 참고
1. ↑  “육군본부에 `인사사령부' 창설 검토”. 매일신문. 2005년 10월 15일. 2015년 9월 24일에 원본 문서에서 보존된 문서. 2013년 7월 6일에 확인함.
2. ↑  “육군, 인사사령부 창설”. 뉴스와이어. 2006년 4월 3일. 2013년 7월 6일에 확인함.
3. ↑  김호준 (2014년 11월 21일). “국방부, 육군교도소 모체로 국군교도소 창설”. 연합뉴스. 2014년 11월 23일에 확인함.
4. ↑  김태훈 (2014년 11월 21일). “국방부, 육군교도소 모체로 국군교도소 창설”. SBS. 2014년 11월 23일에 확인함.